# Вильянди (станция)
Вильянди (эст. Viljandi raudteejaam) — железнодорожная станция в городе Вильянди на линии Таллин — Рапла — Вильянди. Находится на расстоянии 150,6 км от Балтийского вокзала.

## История
В настоящее время Вильянди является тупиковой станцией, но с 1897 по 1973 год продолжением линии была узкоколейная железная дорога Вильянди — Мыйзакюла, включавшая в себя 6 станций. Строительство узкоколейных дорог, имеющих местное значение, нетрудозатратных при сооружении и не требующих больших затрат при эксплуатации, практиковалось во второй половине XIX века во многих странах. В Российской империи первая узкоколейка была построена в 1871 году Министерством путей сообщения, однако она не была рентабельной, и дальнейшее строительство подобных дорог с финансированием из казны было признано неперспективным.
В 1890-е годы уже частные предприниматели Российской империи обратились к созданию узкоколейных железных дорог. Была разрешена их постройка с тем, чтобы они служили подъездными путями к ширококолейным дорогам, и в 1892 году было учреждено Первое Общество подъездных железных дорог в России. Инициатором его создания, а позднее и председателем, стал инженер Б. Яловецкий.
Узкоколейная линия Валга — Пярну с ответвлением на Вильянди стала третьей, построенной Обществом. Разрешение на проведение работ было получено 23 декабря 1893 года. Общая сметная стоимость новой узкоколейки была определена примерно в 2,5 миллиона рублей. Участок Вильянди — Мыйзакюла протяжённостью 42 версты был открыт для движения по временной схеме 31 января 1897 года, а с 12 августа этого же года движение поездов осуществлялось на постоянной основе. Первоначально из-за высоких тарифов с перевозками по узкоколейной железной дороге успешно конкурировал гужевой транспорт. Так, торговцы льном Вильянди перевозили товар в Пярну на лошадях. Но тарифы снизились, и перевозки по дороге выдвинулись на первый план.
Оставался открытым вопрос о создании прямого железнодорожного сообщения между Пярну и Таллином: при отсутствии железной дороги между этими городами они связывались через Валга. Без прямого пути почта из Таллина в Пярну шла по железной дороге дольше, чем ранее, когда она перевозилась на лошадях. В 1896 году, во время строительства ветки Мыйзакюла — Вильянди, было решено продлить узкоколейную дорогу до Таллина по кратчайшему пути — от Вильянди. Проект поддержал из соображений конкуренции Таллинский биржевой комитет, за него также высказалась Таллинская городская дума. Работы начались в 1897 году со стороны и Вильянди и Таллина. Дорога была готова в июне 1900 года, когда два участка сомкнулись на реке Колу, первый поезд из Вильянди до Таллина отправился 18 июня 1900 года. По временной схеме поезда ходили с 21 июня, дорога была принята в эксплуатацию в 1901 году. Движение поездов на постоянной основе началось с 1 августа 1901 года.
В 1967 году начались работы по переустройству узкоколейной дороги на участке Таллин — Лелле в широкую колею. Проект по переустройству участков железной дороги Рапла — Лелле — Пярну и Лелле — Вильянди  разработал Ленинградский государственный институт проектирования железнодорожного транспорта.

## Описание
На станции Вильянди расположен низкий перрон и шесть путей. На станции останавливаются дизель-поезда, следующие в Таллин. Из Таллина в Вильянди поезд идёт 2 часа 19 минут, скорый — 2 часа 11-13 минут.

## Фотогалерея

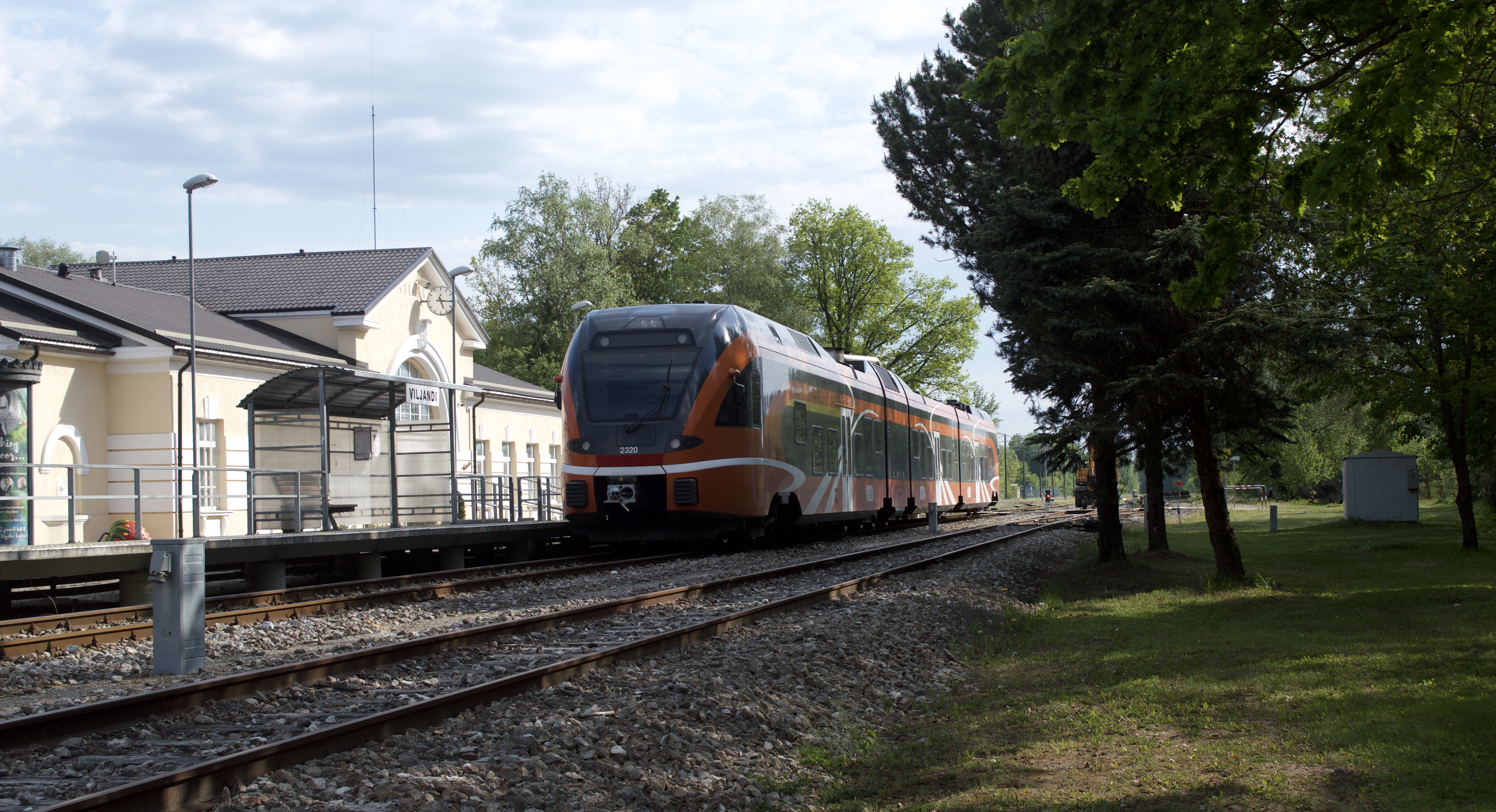
Перрон
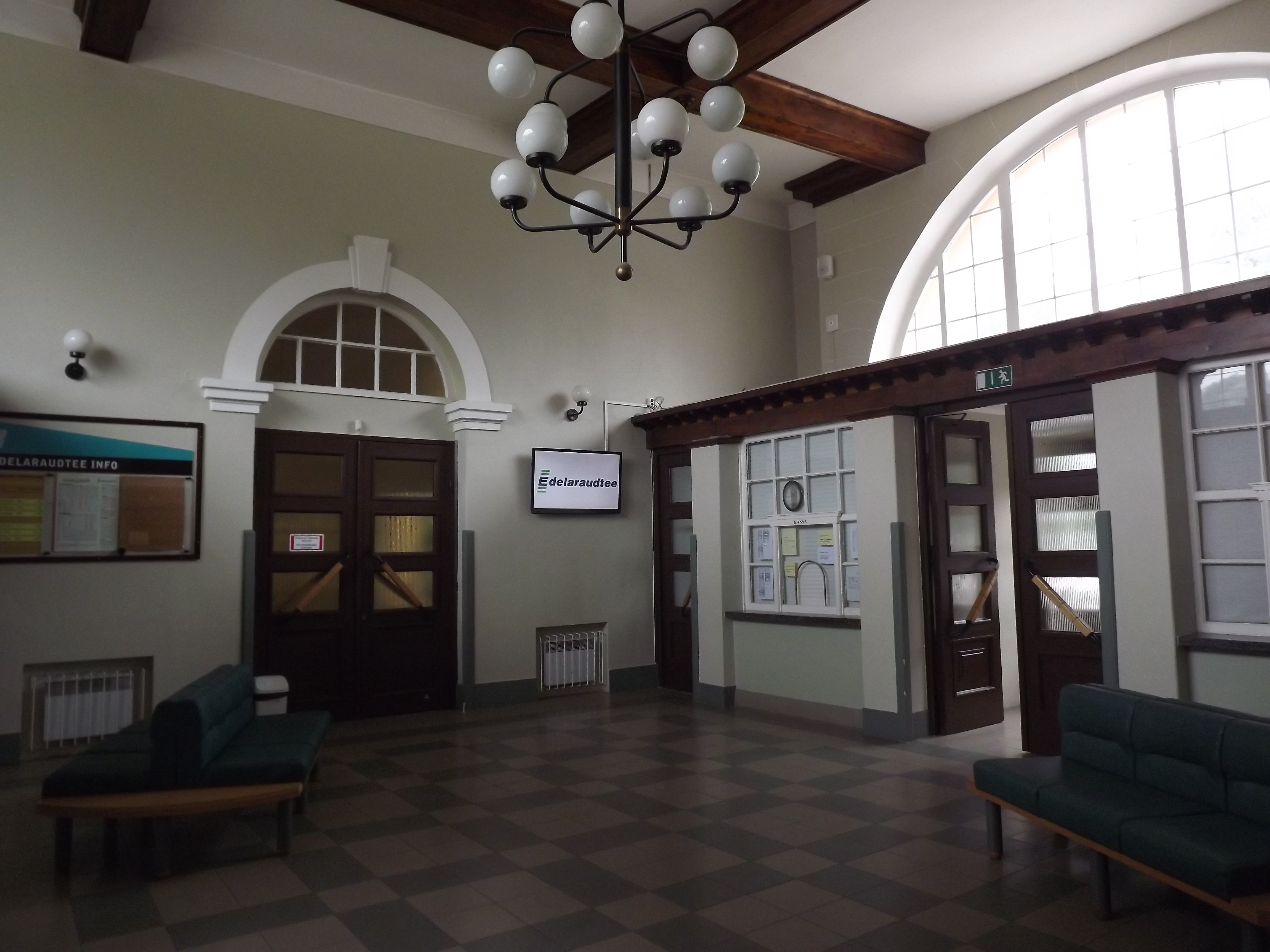
Зал ожидания
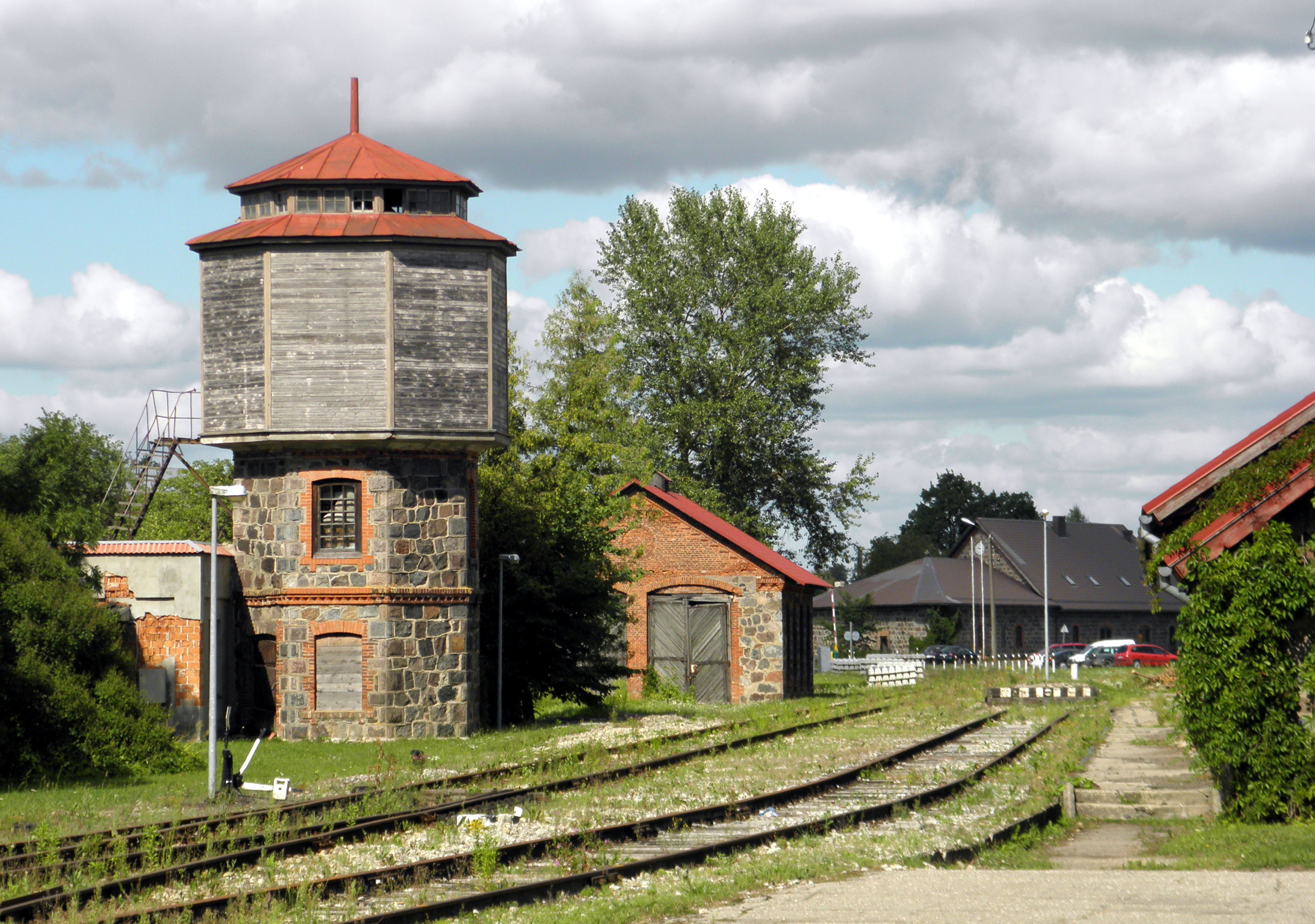
Водонапорная башня
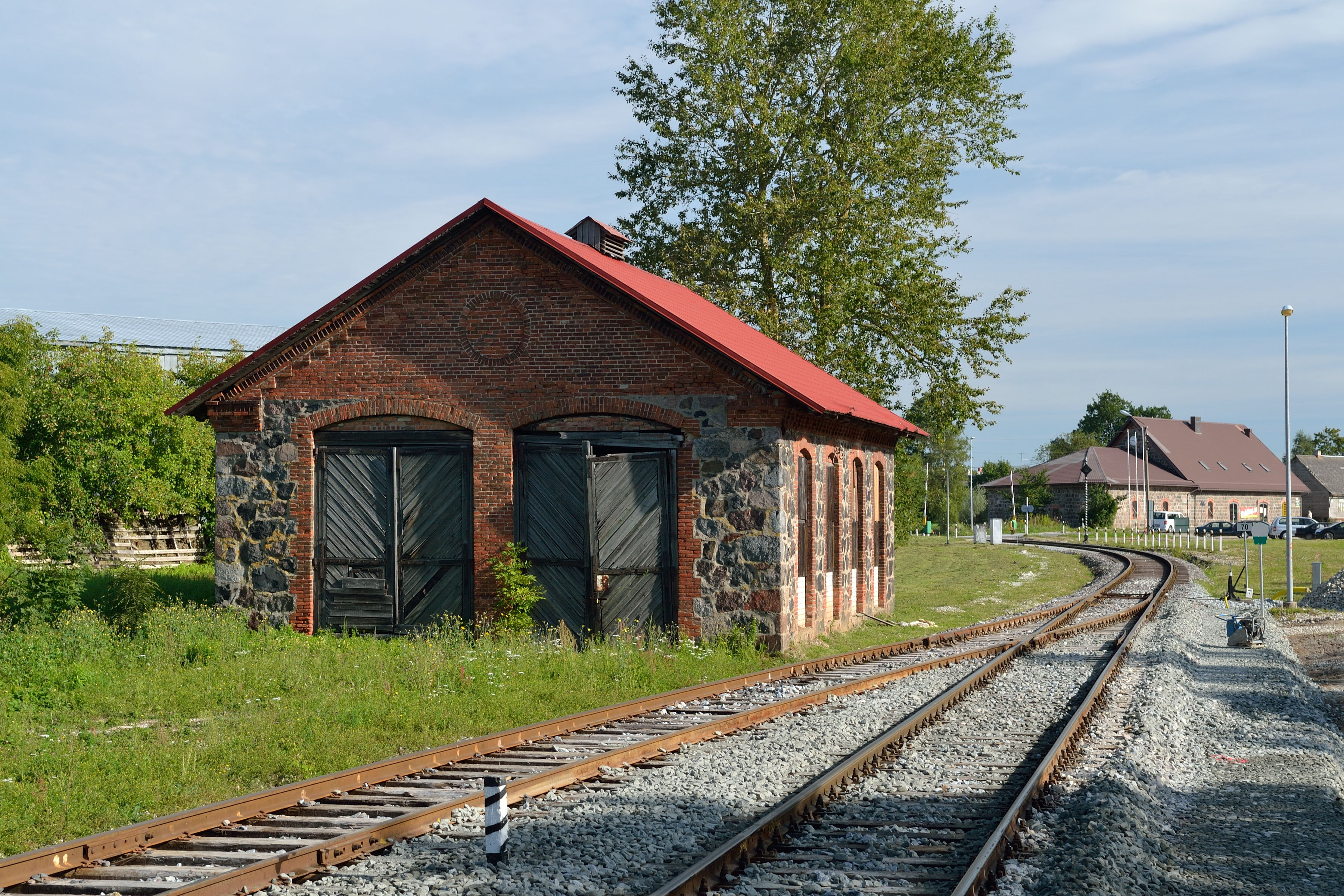
Депо